# Halina Korolec-Bujakowska
Halina Korolec-Bujakowska (ur. 8 października 1907 w Wilnie, zm. w 1971 w Stanach Zjednoczonych) – polska podróżniczka i reportażystka.
W latach 1934–1936 wspólnie z mężem Stanisławem Bujakowskim odbyła podróż motocyklem z Druskiennik przez kraje Europy, Turcję, Syrię, Irak, Persję, Indie, Birmę, Indochiny do Szanghaju w Chinach. Jej reportaże z podróży drukowane były między innymi w Kurierze Wileńskim, miesięczniku Świat, Kurierze Warszawskim, Expressie Porannym oraz Głosie Druskiennik. Wróciła do Polski w 1938 roku. Po II wojnie światowej zamieszkała wraz z mężem i synem w Kalkucie w Indiach.

## Publikacje
Reportaże Haliny Korolec-Bujakowskiej zostały zebrane i zredagowane przez Łukasza Wierzbickiego. Ukazały się w 2011 roku w książce Mój chłopiec, motor i ja (Halina Korolec-Bujakowska Mój chłopiec, motor i ja, W.A.B./Poradnia K. Warszawa 2011) oraz w 2019 roku w formie wydania poszerzonego, wzbogaconego między innymi o kilkadziesiąt wcześniej niepublikowanych fotografii.